# バングラデシュ料理

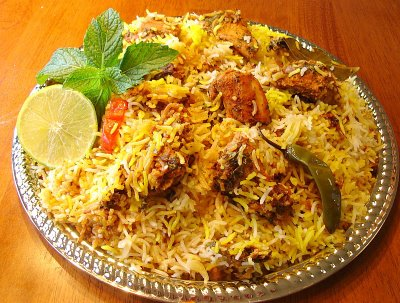
ビリヤニ

バングラデシュ料理（バングラデシュりょうり）は、バングラデシュで食べられている料理の総称である。
自然に恵まれたバングラデシュは「米と魚の国」と呼ばれ、自然がもたらす食料の供給にはモンスーンと大河川の氾濫が大きな役割を果たしている。バングラデシュの人間の食生活は「米と魚を食べるベンガル人」という言葉によって表される。

## 特徴
バングラデシュの主食は米であり、炊き上げた米かパンの一種であるルティとカレー風味の副菜の組み合わせが一般的である。日常の食事では籾を一度蒸した後に精米したシッド米が食べられ、ビリヤニにはアトプ米と呼ばれる日干し米が使われている。シッド米には保存状態がよく、精米の工程で屑米が出にくいという長所があるが、炊き上げた米にはいくらか臭いが残り、分量以上の水で米を茹でて最後に余分な水分をこぼす調理法をとっているため、出来上がったご飯にはぱらつきがある。白いご飯はシャダバットと呼ばれ、シャダバットをバジと呼ばれる野菜炒めやカレーなどの副菜と一緒に食べるのがバングラデシュの一般的な食事の風景である。バングラデシュの結婚式では肉や大型の魚を使ったカレーと、牛乳から獲れるギーという油で米を炊き込んだビリヤニを供するのがしきたりになっている。ビリヤニのほかにカレー味で米を煮込んだキチュリ、香辛料を効かせた炊き込みご飯のポラオ（プラウ）などの米料理が食べられている。米を牛乳で煮込んで甘みをつけたキールは、米を材料とする粥状の菓子である。
米のほかには、チャパティ、ルティと呼ばれる無発酵のパンが食べられている。バングラデシュではインドと同じようにタンドールで焼いたナンが食べられているが、インドのナンが楕円形であるのに対してバングラデシュのナンは円形をしている。粉を油でこねて焼いたポロタ、油で揚げたプーリー（プリ）というパンも食べられており、いずれのパン類もバジを包んで、あるいはカレーと一緒に食べられている。
他のインド亜大陸の国の料理と比べて、バングラデシュ料理には野菜や魚が多用される。ニワトリ、ヤギなどの肉、魚、エビ、卵がメインディッシュの材料となり、メインディッシュの後にはダールという豆のスープが出される。ダール、トマトスープなどのスープ類はスープとして飲まず、米の上にかけて食べられる。カレーなどの汁物は「トルカリ」と呼ばれるが、トルカリは副菜そのものを指す言葉として使われることもある。インド料理と同じくカレーが料理の中心となっており、バングラデシュのカレーは水分が多いために手で料理を混ぜ合わせる手食の習慣によく馴染んでいる。バングラデシュ料理に使われる香辛料はニンニク、ショウガ、タマネギ、トウガラシ、ウコン、コリアンダー、クミンシードが基本となっており、バングラデシュ料理はインド料理に比べて素朴な味付けがされていると言われている。肉料理にはシナモン、カルダモン、クローブ、ナツメグなどの香辛料を調合した「ゴロム・モシュラ」が使われ、「パンチ・フォロン（「5つの調整剤」の意）」と呼ばれるカロジラ、クミン、マスタード、フェヌグリーク、フェンネルは料理の味を調えるときに粒のまま使われる。
人口の90%以上をイスラム教徒が占めるバングラデシュの食事には宗教上のタブーがあり（ハラール）、豚肉や豚の加工品は忌避されている。ラマダーン月の日中イスラム教徒は断食をし、日が沈んだ後に街中の屋台でイフタリと呼ばれる軽食を買い、それを食べた後に本格的な夕食をとる。イフタリはナスやインゲンなどのバジャ（天ぷら）、ピアジェ（かき揚げ）などの揚げ物が多い。パキスタンはバングラデシュと同様にイスラム教徒が大多数を占めているインド亜大陸の国であるが、魚介類が豊富なベンガル地方に位置するバングラデシュの食文化は、肉、野鳥、魚が食生活の中心になっているパキスタンの食文化と異なっている。

## 魚介類

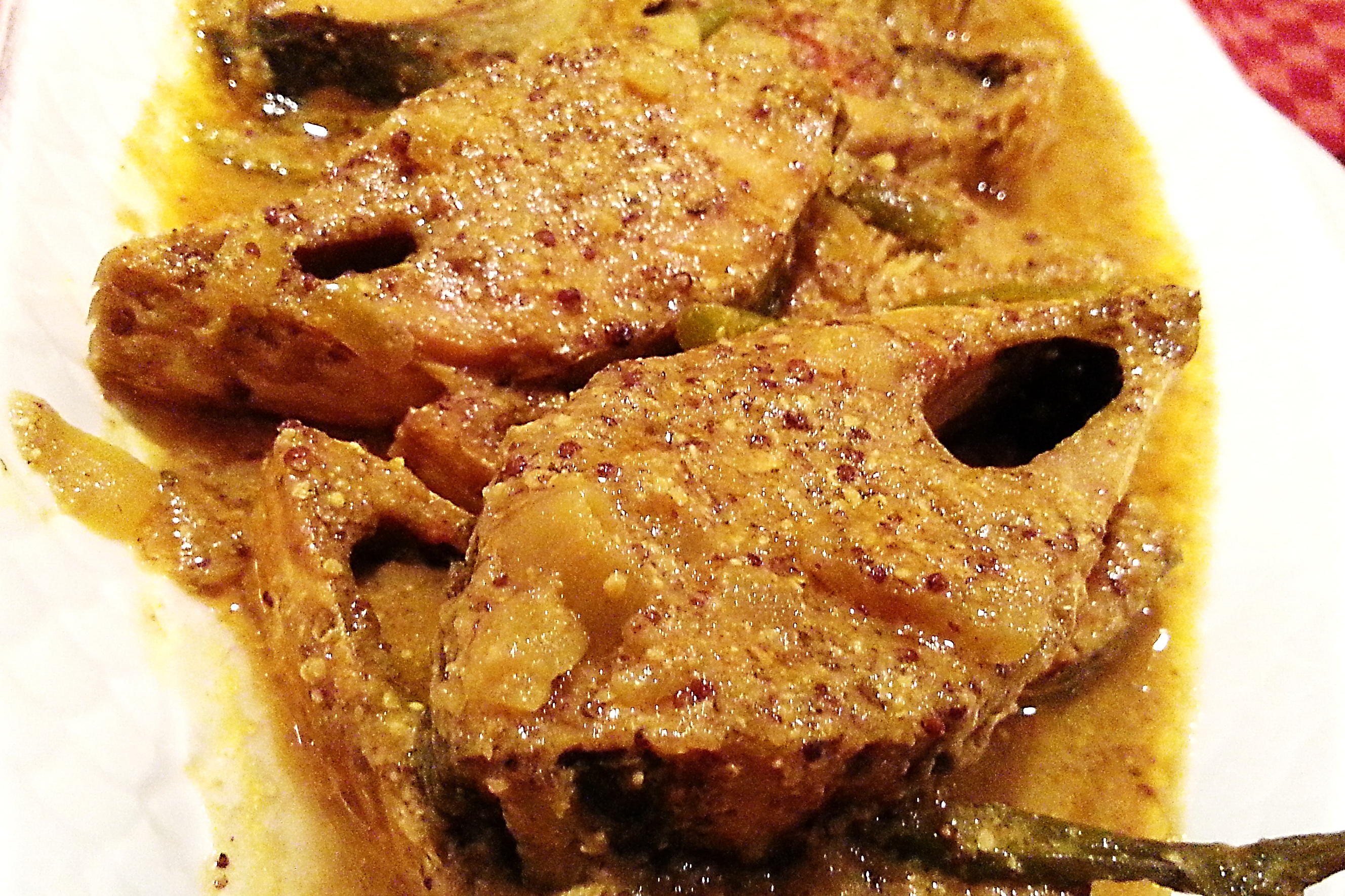
バングラデシュでよく使われるイリッシュとマスタードを使った料理

バングラデシュでは魚介類をマスタードオイルで揚げた熱い料理が好まれている。バングラデシュ人は動物性たんぱく質の約60%を魚類から摂取し、そのほとんどが淡水魚で占められている。ニシン科のイリッシュは海から汽水の王様、コイ科のルイとカトラは淡水魚の王様として親しまれている。これらの魚は雨季に入って川の水量が増した頃に産卵・受精し、受精した卵は川水とともにバングラデシュ各地に分散する。雨季が終わる10月頃から漁が始まり、コイ科やナマズ科の小魚、キノボリウオ（コイマーチ）、ライギョ、タウナギ、タイワンドジョウが獲れる。イリッシュはカレーの材料にされるほか、唐揚げにも調理される。

## 野菜類

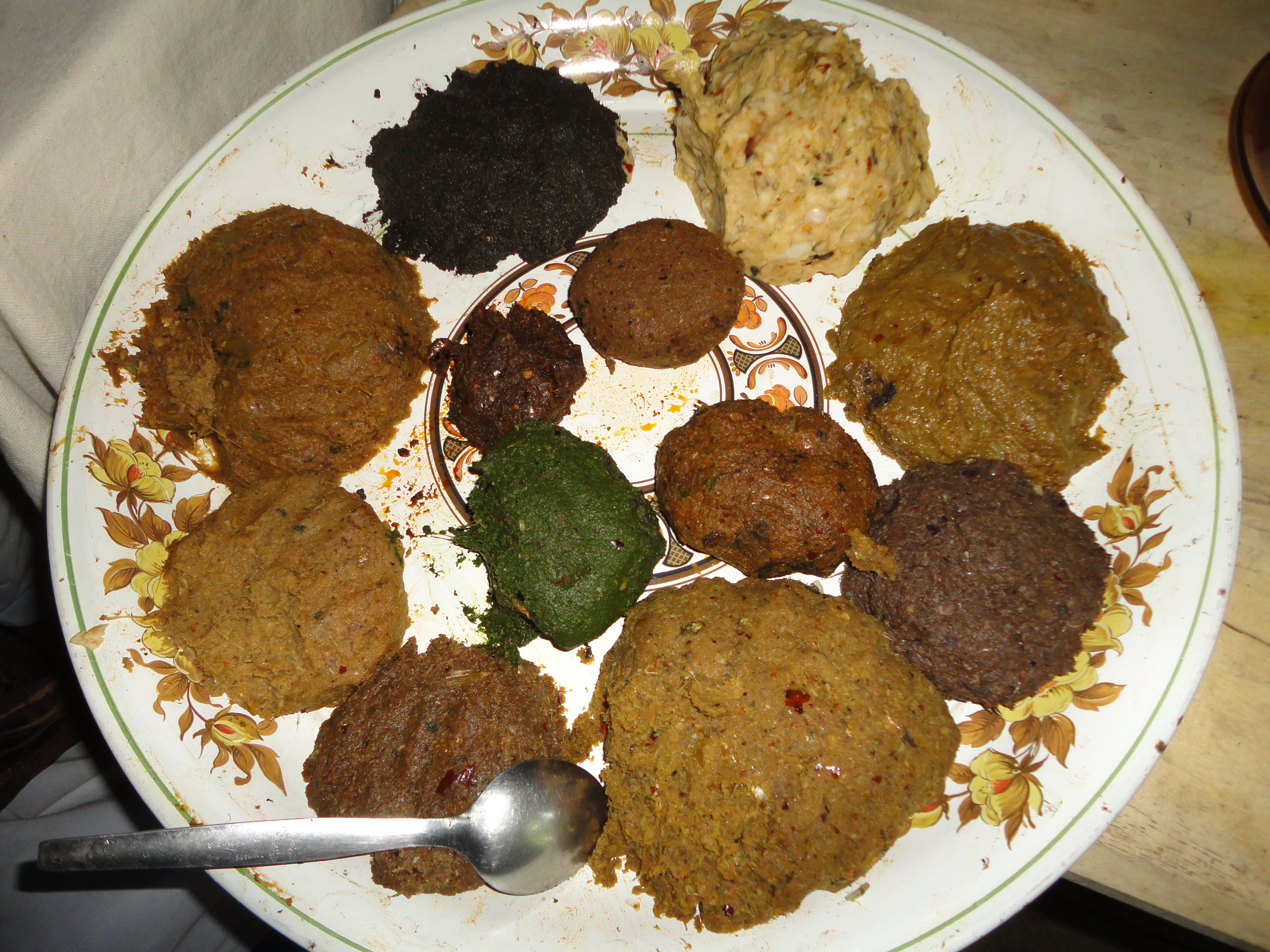
皿に盛り付けられたボッタ

来客に供する料理やレストランのメニューは肉・魚が中心であることからバングラデシュの料理は野菜が少ないと思われることが多いが、日常の食事には野菜も多く使われ、ご飯が乗っている皿の上には野菜料理が乗せられる。細かく切った野菜をタマネギ、ニンニク、クミンシードなどの香辛料と一緒に炒めて野菜が柔らかくなるまで蒸し上げるバジ、加熱したイモ、ナス、ウリを潰してマスタードオイル、香辛料、塩で和えたボッタなどの野菜料理が食べられている。ナスにベサン（グラムフラワー）の衣を付け、油で揚げたものはベグニと呼ばれる。イモやナス以外にバナナ、豆、魚介類、トウガラシなどの癖の強い食材もボッタに加えられることもあり、農村部では庭や田畑の畦に自生する健康にいいとされる野草やインドセンダン（ニーム）もボッタの材料にされる。からし菜から採れるマスタードオイルはアチャールという漬物の漬け汁、キュウリやトマトのサラダに使われており、バングラデシュ人はマスタードオイルに強いこだわりを持っている。
ピアジェはムシュルダルと呼ばれる豆をマスタードオイルで揚げた料理で、日本のかき揚げに似ている。とろみのある豆のスープであるダールの豆は場面によって使い分けられ、日常の食事には赤いムシュルダル、特別な場の食事には黄色いムッグダルが使われる。

## 菓子、軽食

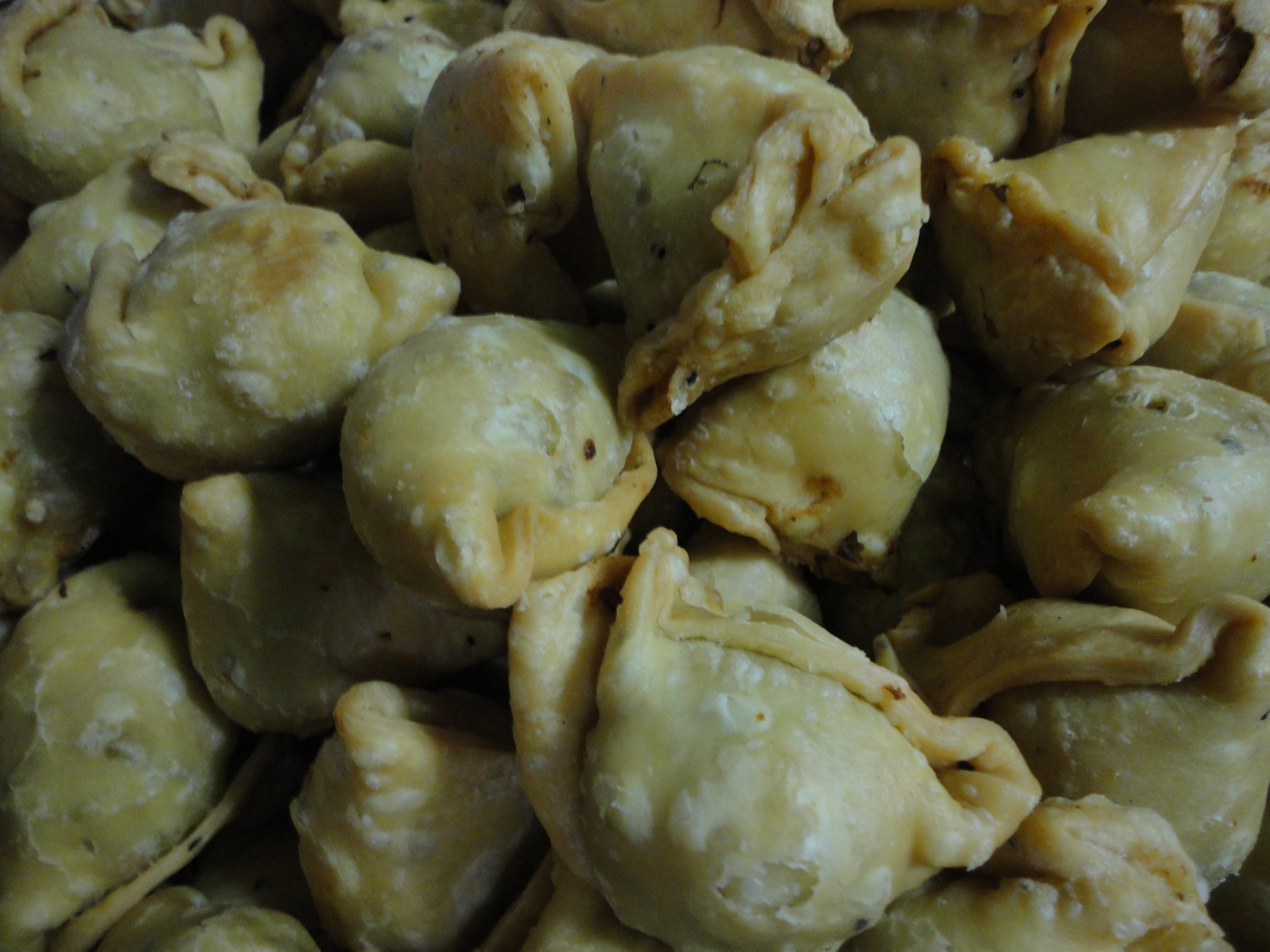
シンガラ

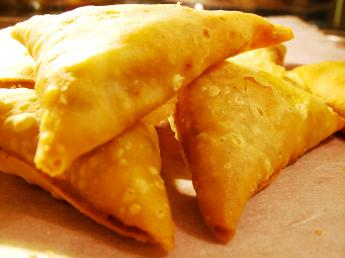
サモサ

牛乳と砂糖で作る菓子はミスティ（ミシュティ）と総称され、それぞれの菓子は追加する材料や仕上げの方法によって色、風味、形が異なる。バングラデシュは、国民の大部分が宗教上の理由から飲酒を禁じられているため甘い物を好きで、菓子などは全般的に甘みが強い傾向にあるが、生活習慣病が問題化している影響もあってか甘みが抑えられた菓子も増えている。バングラデシュのヨーグルトはドイと呼ばれ、甘みと酸味が抑えられている。ドイは素焼きの器に入れて作られるが、器の大きさは茶碗大のものから洗面器大のものまで幅広い。主食である米は甘味の材料にも使われ、牛乳の粥、炊いたご飯をヨーグルトや果物と混ぜ合わせるなどして食べられることもある。米を甘く炊き上げてサフランや食紅で色を付けたシャヒ・ザルダは「デザートの王様」とも呼ばれ、祝宴の場で供される。
軽食はナスタと総称され、シンガラ、サモサなどの小麦粉を使った揚げ物、カバーブやティッカなどの肉を炭火で焼いた料理、香辛料を加えて煮た豆にタマリンドで酸味を加えたチョッポティなどが含まれる。サモサはひき肉を中心とした具材を皮で包んで三角形に整えて揚げた料理で、シンガラは肉の代わりにピーナッツやアーモンドスライス、ジャガイモなどの野菜に青トウガラシやクミンホールを加えたものが具にされる。ムリと呼ばれる炒り米、ルティやチャパティなどのパン類をバジやトルカリと一緒に食べることもナスタと見なされる。ムリにみじん切りにしたタマネギや細かく刻んだ青トウガラシを混ぜてマスタードオイルや塩で味付けをしたものはジャルムリと呼ばれ、新聞紙で作った小さな袋に入ったスナックとして親しまれている。
チョムチョムはバングラディッシュのドーナツみたいなもので、砂糖やココナッツがまぶしてあるのが一般的である。

## 飲料
バングラデシュでは紅茶（チャー）が国民的な飲み物になっている。バングラデシュはイスラム教徒が多数を占めているがビールの生産も行われており、国産ブランドとしてハンター・ビールが知られている。

## 主な料理

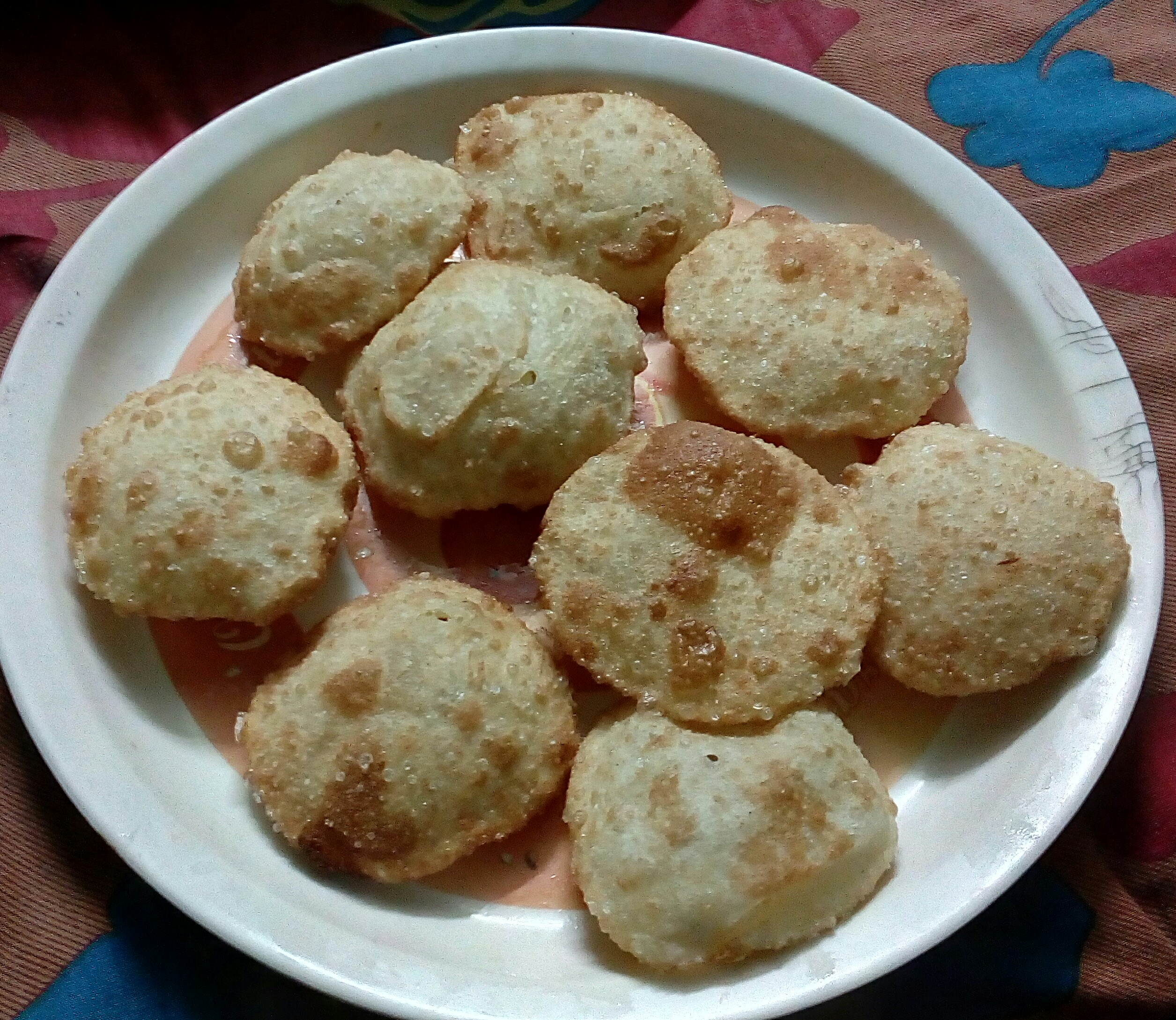
プーリー

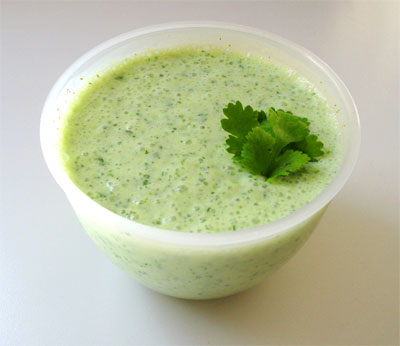
ライタ

- ビリヤニ - 牛乳から取れる油（ギー）を使った米と肉の炊き込みご飯。ライムが添えられる。
- キチュリ（ケチュリ） - カレー味の炊き込みご飯。
- ポラオ（プラウ） - 肉を入れない野菜だけの炊き込みご飯[27]。
- カレー（トルカリ）
- バジ
- ボッタ
- ローストチキン - 油で揚げた鶏肉を香辛料に漬け込んだ特別な日の料理[27]。
- コフタ - 香辛料を加えたひき肉を丸めた肉団子[28]。
- ピアジェ
- ダール - 豆のスープ
- カバーブ
- サモサ
- シンガラ
- ライタ - ヨーグルトで和えたサラダ。
- アチャール
- チットニイ - マンゴーやコリアンダーの葉を入れたペースト状の箸休め。
- ミスティ
- シャヒ・ザルダ - 甘く炊き上げた米。
- ラッチャ・シェマイ - 細く伸ばした麺を揚げて牛乳をかけて食べる菓子。
- カナムキ - ピーナッツを砕いて砂糖で固めた菓子。
- ヴァヴァピタ - サトウヤシの果汁と米粉、ココナッツを混ぜて揚げた菓子。
- キール - 米を使った菓子。牛乳で煮込んで甘みを付けた粥。
- ブルハニー - ヨーグルトに香辛料を加えてミントの葉を散らした飲料。